# Geniusze i marzyciele
Geniusze i marzyciele – polski serial dokumentalny o polskich naukowcach i wynalazcach składający się z 11 odcinków, którego premiera miała miejsce w 2021 roku na antenach TVP1 i TVP Dokument.

## Bohaterowie odcinków
- 1 – Henryk Magnuski
- 2 – Jan Czochralski
- 3 – Józef Hofmann
- 4 – Czesław i Tadeusz Tańscy
- 5 – Ludwik Hirszfeld
- 6 – Jan Szczepanik
- 7 – Kazimierz Prószyński
- 8 – Stefan Banach
- 9 – Zygmunt Puławski
- 10 – Antoni Kocjan
- 11 – Stefan Bryła

## Nagrody
Zamojski Festiwal Filmowy „Spotkania z Historią”:
- Wyróżnienie (2021)
- Nagroda Publiczności (2021)

Chicago (Festiwal Filmu Polskiego w Ameryce):
- Nagroda Specjalna Jury (2021)